# Орешкевич Ярослав Павлович
Ярослав Павлович Орешкевич (біл. Яраслаў Паўлавіч Арашкевіч, нар. 8 лютого 2000, Берестя, Білорусь) — білоруський футболіст, півзахисник та нападник клубу «Динамо-Берестя».

## Клубна кар'єра
Вихованець брестейського «Динамо», у 2016 році почав виступати за дублюючий склад, наступного року став гравцем резервної команди. У липні 2018 року перейшов у брестейський «Рух», де почав стабільно виходити на заміну та допоміг команді вийти у Вищу лігу.
У 2020 році почав виступати в основному за дубль «Руху». Разом з командою пройшов шлях від другої ліги до вищої ліги Білорусі. 6 червня 2020 року дебютував у Вищій лізі в матчі проти «Іслочі» (1:1), вийшовши на заміну у другому таймі. Першим голом у вищому дивізіоні забив 28 червня 2020 року в поєдинку проти «Білшини» (3:0). Продовжував виступати в основній команді, іноді виходив у стартовому складі.
У січні 2021 року почав тренутися з брестейським «Динамо», а в лютому його орендував вище вказаний клуб.

## Кар'єра в збірній
У 2017 році виступав за юнацьку збірну Білорусі (U-17).
У березні 2021 року головний тренер молодіжної збірної Білорусі Олег Никифоренко викликав Орешкевича в стан команди на товариські матчі проти Вірменії і Грузії.

## Досягнення
«Рух» (Берестя)
- Друга ліга Білорусі
  -  Чемпіон (1): 2018

- Перша ліга Білорусі
  -  Бронзовий призер (1): 2019

## Статистика виступів
| Сезон    | Дивізіон | Клуб            | Країна   | Матчі | Голи |
| -------- | -------- | --------------- | -------- | ----- | ---- |
| 2016     | дубль    | «Динамо»        | Білорусь | 2     | 0    |
| 2017     | дубль    | «Динамо»        | Білорусь | 25    | 4    |
| 2018 (1) | дубль    | «Динамо»        | Білорусь | 11    | 1    |
| 2018 (2) | Д3       | «Рух» (Берестя) | Білорусь | 16    | 7    |
| 2019     | Д2       | «Рух» (Берестя) | Білорусь | 15    | 3    |
| 2020     | Д1       | «Рух» (Берестя) | Білорусь | 11    | 1    |